# Élections municipales de 2001 en Guadeloupe
Les élections municipales de 2001 en Guadeloupe ont eu lieu les 11 et 18 mars.

## Maires sortants et maires élus
| Commune                     | Population | Maire sortant           | Parti | Parti   | Maire élu                    | Parti | Parti      |
| --------------------------- | ---------- | ----------------------- | ----- | ------- | ---------------------------- | ----- | ---------- |
| Anse-Bertrand               | 5 023      | Alfred Dona-Erie        |       | DVG-REG | José Moustache               |       | RPR-OG     |
| Baie-Mahault                | 23 389     | Marcelle Chammougon     |       | DVD     | Paul Mado                    |       | GUSR       |
| Baillif                     | 5 837      | Edward Hatchi           |       | FGPS    | Marie-Lucile Breslau         |       | RPR-OG     |
| Basse-Terre                 | 12 410     | Lucette Michaux-Chevry  |       | RPR-OG  | Pierre Martin                |       | app RPR-OG |
| Bouillante                  | 7 336      | Philippe Chaulet        |       | RPR-OG  | Philippe Chaulet             |       | RPR-OG     |
| Capesterre-Belle-Eau        | 19 568     | Joël Beaugendre         |       | RPR     | Joël Beaugendre              |       | RPR        |
| Capesterre-de-Marie-Galante | 3 559      | Benoît Camboulin        |       | DVD     | Marlène Bourgeois-Miraculeux |       | GUSR       |
| Deshaies                    | 4 039      | Félix Aladin Flémin     |       | PCG     | Jeanny Marc                  |       | GUSR       |
| Gourbeyre                   | 7 642      | Luc Adémar              |       | RPR-OG  | Luc Adémar                   |       | RPR-OG     |
| Goyave                      | 5 060      | Jean Emmanuel Laguerre  |       | RPR-OG  | Jean Emmanuel Laguerre       |       | RPR-OG     |
| Grand-Bourg                 | 5 934      | Patrice Tirolien        |       | FGPS    | Patrice Tirolien             |       | FGPS       |
| La Désirade                 | 1 620      | Emmanuel Robin          |       | DVG     | René Noël                    |       | DVG        |
| Lamentin                    | 13 434     | José Toribio            |       | PSG     | Reinette Juliard             |       | RPR-OG     |
| Le Gosier                   | 25 360     | Jacques Gillot          |       | GUSR    | Jean-Pierre Dupont           |       | GUSR       |
| Le Moule                    | 20 827     | Gabrielle Louis-Carabin |       | RPR-OG  | Gabrielle Louis-Carabin      |       | RPR-OG     |
| Les Abymes                  | 63 054     | Daniel Marsin           |       | GUSR    | Daniel Marsin                |       | GUSR       |
| Morne-à-l'Eau               | 17 154     | Julien Chovino          |       | PCG     | Julien Chovino               |       | PCG        |
| Petit-Bourg                 | 20 528     | Dominique Larifla       |       | GUSR    | Ary Broussillon              |       | MG         |
| Petit-Canal                 | 7 752      | Florent Mitel           |       | PCG     | Florent Mitel                |       | PCG        |
| Pointe-à-Pitre              | 20 948     | Henri Bangou            |       | PPDG    | Henri Bangou                 |       | PPDG       |
| Pointe-Noire                | 7 689      | Claude Guillaume        |       | RPR-OG  | Félix Desplan                |       | FGPS       |
| Port-Louis                  | 5 580      | Jean Barfleur           |       | DVG     | Jean Barfleur                |       | DVG        |
| Saint-Claude                | 10 237     | Simon Barlagne          |       | RPR-OG  | Simon Barlagne               |       | RPR-OG     |
| Saint-François              | 10 659     | Ernest Moutoussamy      |       | PPDG    | Ernest Moutoussamy           |       | PPDG       |
| Saint-Louis                 | 2 995      | François Paméole        |       | GUSR    | Jacques Cornano              |       | app FGPS   |
| Sainte-Anne                 | 20 410     | Marcellin Lubeth        |       | PPDG    | Marlène Captant              |       | DVD        |
| Sainte-Rose                 | 17 574     | Clodomir Bajazet        |       | RPR-OG  | Clodomir Bajazet             |       | RPR-OG     |
| Terre-de-Bas                | 1 102      | Alex Falémé             |       | GUSR    | Fred Beaujour                |       | DVG        |
| Terre-de-Haut               | 1 729      | Louis Molinié           |       | RPR-OG  | Louis Molinié                |       | RPR-OG     |
| Trois-Rivières              | 8 738      | Albert Dorville         |       | RPR-OG  | Albert Dorville              |       | RPR-OG     |
| Vieux-Fort                  | 1 601      | Nérée Bourgeois         |       | FGPS    | Nérée Bourgeois              |       | FGPS       |
| Vieux-Habitants             | 7 617      | Aramis Arbau            |       | RPR-OG  | Victorin Lurel               |       | FGPS       |

### Résultats en nombre de maires
| Partis       | Partis                                        | Maires sortants | Maires élus | Évolution     |
| ------------ | --------------------------------------------- | --------------- | ----------- | ------------- |
|              | Guadeloupe unie, solidaire et responsable     | 5               | 5           | en stagnation |
|              | Fédération guadeloupéenne du Parti socialiste | 3               | 5           | 2             |
|              | Parti communiste guadeloupéen                 | 3               | 2           | 1             |
|              | Parti progressiste démocratique guadeloupéen  | 3               | 2           | 1             |
|              | Divers gauche                                 | 3               | 3           | en stagnation |
|              | Parti socialiste guadeloupéen                 | 1               | 0           | 1             |
|              | Mouvman Gwadloupéyen                          | 0               | 1           | 1             |
| Total gauche | Total gauche                                  | 18              | 18          | en stagnation |
|              | RPR-OG                                        | 12              | 13          | 1             |
|              | Divers droite                                 | 2               | 1           | 1             |
| Total droite | Total droite                                  | 14              | 14          | en stagnation |
| Total        | Total                                         | 32              | 32          | -             |

## Résultats

### Basse-Terre
|          | Lucette Michaux-Chevry | RPR-OG      | 3 296 | 61,08  |  |  |
|          | Roland Ezelin          | UPLG        | 961   | 17,81  |  |  |
|          | Daniel Beaubrun        | diss RPR-OG | 609   | 11,29  |  |  |
|          | Jérôme Cléry *         | PPDG        | 530   | 9,82   |  |  |
|          |                        |             |       |        |  |  |
| Inscrits | Inscrits               | Inscrits    | 9 717 | 100,00 |  |  |
| Votants  | Votants                | Votants     | 6 022 | 61,97  |  |  |
| Exprimés | Exprimés               | Exprimés    | 5 396 | 89,60  |  |  |

*sortant

### Pointe-à-Pitre
| Candidats | Candidats               | Étiquette | Premier tour | Premier tour | Ballotage | Ballotage |
| Candidats | Candidats               | Étiquette | Voix         | %            | Voix      | %         |
| --------- | ----------------------- | --------- | ------------ | ------------ | --------- | --------- |
|           | Henri Bangou *          | PPDG      | 4 133        | 46,56        | 5 135     | 55,11     |
|           | Ibo Simon               | EXD       | 1 539        | 17,34        | 2 124     | 22,79     |
|           | Félix Proto             | diss FGPS | 909          | 10,24        | 2 059     | 22,10     |
|           | Ernest Daninthe         | PCG       | 891          | 10,04        | 2 059     | 22,10     |
|           | Éric René               | DVD       | 469          | 5,28         | 2 059     | 22,10     |
|           | Tony Jabbour            | RPR-OG    | 600          | 6,76         |           |           |
|           | Marlène Miroite-Mélisse | FGPS      | 335          | 3,77         |           |           |
|           |                         |           |              |              |           |           |
| Inscrits  | Inscrits                | Inscrits  | 16 450       | 100,00       | 16 450    | 100,00    |
| Votants   | Votants                 | Votants   | 9 771        | 59,40        | 9 913     | 60,26     |
| Exprimés  | Exprimés                | Exprimés  | 8 876        | 90,84        | 9 318     | 94,00     |

*sortant

### Les Abymes
| Candidats | Candidats        | Étiquette | Premier tour | Premier tour | Ballotage | Ballotage |
| Candidats | Candidats        | Étiquette | Voix         | %            | Voix      | %         |
| --------- | ---------------- | --------- | ------------ | ------------ | --------- | --------- |
|           | Daniel Marsin    | GUSR      | 9 838        | 48,59        | 11 856    | 53,58     |
|           | Éric Jalton *    | DVG-OG    | 8 745        | 43,19        | 10 270    | 46,42     |
|           | Rosan Rauzduel   | PPDG      | 659          | 3,25         |           |           |
|           | Foule            | DVD       | 566          | 2,80         |           |           |
|           | Christian Nestar | DVD       | 439          | 2,17         |           |           |
|           |                  |           |              |              |           |           |
| Inscrits  | Inscrits         | Inscrits  | 34 056       | 100,00       | 34 157    | 100,00    |
| Votants   | Votants          | Votants   | 21 902       | 64,31        | 23 230    | 68,01     |
| Exprimés  | Exprimés         | Exprimés  | 20 247       | 92,44        | 22 126    | 95,25     |

*sortant

### Le Gosier
|          | Jacques Gillot *  | GUSR     | 5 436  | 66,20  |  |  |
|          | Christian Thénard | RPR-OG   | 2 775  | 33,80  |  |  |
|          |                   |          |        |        |  |  |
| Inscrits | Inscrits          | Inscrits | 15 598 | 100,00 |  |  |
| Votants  | Votants           | Votants  | 8 837  | 56,65  |  |  |
| Exprimés | Exprimés          | Exprimés | 8 211  | 92,92  |  |  |

*sortant

### Saint-Martin
| Candidats | Candidats              | Étiquette   | Premier tour | Premier tour | Ballotage | Ballotage |
| Candidats | Candidats              | Étiquette   | Voix         | %            | Voix      | %         |
| --------- | ---------------------- | ----------- | ------------ | ------------ | --------- | --------- |
|           | Albert Fleming *       | RPR-OG      | 3 083        | 41,21        | 4 203     | 56,01     |
|           | Louis-Constant Fleming | diss RPR-OG | 2 439        | 32,60        |           |           |
|           | Alain Richardson       | DVD         | 1 113        | 14,48        | 3 301     | 43,99     |
|           | Jean-Luc Amlet         | DVG         | 452          | 6,04         |           |           |
|           | Guillaume Arnell       | GUSR        | 394          | 5,27         |           |           |
|           |                        |             |              |              |           |           |
| Inscrits  | Inscrits               | Inscrits    | 13 032       | 100,00       | 13 032    | 100,00    |
| Votants   | Votants                | Votants     | 7 671        | 58,86        | 7 777     | 59,68     |
| Exprimés  | Exprimés               | Exprimés    | 7 481        | 97,52        | 7 504     | 96,49     |

*sortant